# Referendum in Polen 1987
Am 29. November 1987 wurde in der Volksrepublik Polen ein Referendum über politische und wirtschaftliche Reformen abgehalten.
Ziel der damaligen Regierung war es, mit diesem Referendum ein Mandat für schwierige wirtschaftliche und politische Reformen zu erhalten. Rund ein Drittel der Wahlberechtigten beteiligte sich nicht und widersetzte sich damit dem sozialistischen Regime.
Nur 44 % der 26 Millionen Wahlberechtigten Polens (66,04 % der Abstimmenden) stimmten bei der Frage nach den Wirtschaftsreformen mit Ja, und 46 % (69,03 %) stimmten bei der zweiten Frage zur „Demokratisierung“ Polens mit Ja. 
Gemäß den Regeln des Referendums musste die Mehrheit der Wahlberechtigten mit Ja stimmen, damit das Referendum angenommen wurde. Darum scheiterte es. Dies war das erste Mal, dass eine sozialistische Regierung im Ostblock eine Abstimmung verlor.